# Test Drive 5
Test Drive 5 es un videojuego de carreras desarrollado por Pitbull Syndicate y publicado por Accolade para PlayStation y Microsoft Windows.